# تترائدریت
تترائدریت  (به انگلیسی: Tetraedrite) با فرمول شیمیایی Cu3SbS3.25 از مجموعه کانی هاست و دارای شکستگی ناصاف است. از نام شکل بلورها گرفته شده‌است. حل شونده در HNO3 Cu:۴۸٫۴۲٪ As:۱۹٫۰۲٪ S:۳۲٫۵۶٪ همراه با Fe,Sb,Zn برای اولین بار در رومانی کشف شد و از نظر شکل بلور: تترائدر - به ندرت اکتائدر، رنگ: خاکستری روشن - سیاه، شفافیت: کدر(اپاک)، شکستگی: ناصاف، جلا: فلزی، رخ: ندارد، سیستم تبلور: مکعبی و در رده‌بندی سولفور است و منشأ تشکیل آن هیدروترمال است.
همایند کانی‌شناسی (پارانژ) آن - اسفالریت- کالکوپیریت- تنانتیت- سیدریت- پیریت- کوارتز و غیره است
، از نظر ژیزمان بلور- اگرگات دانه‌ای - توده‌ای فراوان است و بیشتر در آلمان شرقی و غربی، چک اسلواکی، اطریش، بریتانیای کبیر و روسیه یافت می‌شود.